# Club Patín Alcobendas
El Club Patín Alcobendas és un club d'hoquei sobre patins de la ciutat de Alcobendas, en la Comunitat de Madrid. Va ser fundat en 1974. Actualment disputeix l'Primera Divisió.

## Història
El Club és la continuació del Ruan Alcobendas, club fundat en 1974. El 1978, el Ruan va disputar la final de la Copa del Rei. La temporada 1979-80 el club ascendeix la primera divisió. El any 1981, es fundat el Club Patín Alcobendas, L'any 1991, els clubs van fusionar mantenint el nom de Hoquei Club Alcobendas, per tal de recuperar les glòries de la ciutat i la comunitat madrilenya. En la temporada 1999-00, el Alcobendas disputeix la Copa de la CERS per la primera vegada en la seva história. El els anys 2000, el club està experimentant dificultats per aconseguir caure 2 vegades, arribant a jugar a la Lliga del Sud en 2007, tercer categoria d'elit espanyola. En els anys 2010, el club intenta tornar l'OK Lliga, arribant a les últimes rondes, fins a 2016, el club aconsegueix l'accés a la divisió principal en l'última ronda.